# Santiago Montesinos Guzmán
Santiago Montesinos Guzmán fue un hacendado y político peruano. Era dueño de la hacienda de Coyllurqui que dio lugar al actual distrito de Coyllurqui y de las haciendas Matalla, Pamputa y Collahuaro. Además era dueño de una casa en el Cusco y otra en Lima.
Fue miembro de la familia Montesinos que participó en la vida política de los departamentos del Cusco y de Apurímac. Su abuelo Santiago Montesinos del Valle fue parte del ejército libertador y luchó en la batalla de Ayacucho.  En 1825, durante la estancia de Simón Bolívar en el Cusco, le fue otorgado el cargo de intendente del distrito de Cotabambas. Su padre Rufino Montesinos Ugarteche también fue elegido diputado por la entonces provincia cusqueña de Cotabambas entre 1868 y 1881  siendo uno de los principales impulsores de la creación del departamento de Apurímac y su primer prefecto.
Fue elegido diputado por la provincia de Cotabambas en 1895, luego de la Guerra civil de 1894 durante los gobiernos de Manuel Candamo, Nicolás de Piérola y Eduardo López de Romaña en el inicio de la República Aristocrática. Fue reelecto en 1901.
En 1917, Montesinos fue imputado del asesinato del diputado Rafael Grau, quien fuera hijo del héroe peruano Miguel Grau Seminario y con quién mantenía una fortísima rivalidad política. Ante la intención de Rafael Grau de hacer campaña para su candidatura a la diputación por la provincia de Cotabambas, por la que también competía Santiago Montesinos, se generó un ambiente tenso tanto en el Cusco como en Cotabambas que desembocó en un enfrentamiento armado en la localidad de Palcaro, cerca de Tambobamba. En ella participaron Santiago Montesinos y sus hermanos Guillermo y Rufino. Se desató una balacera en la que resultó muerto Grau y su compañeró Mariano Díaz Asenjo. Santiago Montesinos fue acusado del crimen y encarcelado en Cusco donde murió. Incluso su hermano Aurelio Montesinos Guzmán, diputado por el departamento de Apurímac, también fue apresado y juzgado siendo absuelto recién en 1924 por un tribunal de Arequipa.
Santiago Montesinos Guzmán, así como varios miembros de su familia, son personajes de la novela andina ¡Aquí están los Montesinos! del peruano Feliciano Padilla Chalco.